# Ärzte Zeitung
Die Ärztezeitung, auch Ärzte Zeitung (Eigenschreibung: ÄrzteZeitung),  ist eine deutsche Zeitung für Ärzte. Von ihrer Gründung 1982 bis 2020 erschien sie als Tageszeitung von Montag bis Freitag, seit 1995 auch online. Seitdem werden die Artikel zuerst online und jeweils am Mittwoch und Freitag in einer gedruckten Ausgabe mit einer verbreiteten Auflage von 52.678 Exemplaren veröffentlicht, von denen 1785 verkauft werden.
Die Ärztezeitung ist Teil der Springer Medizin Verlag GmbH und gehört zur Verlagsgruppe Springer Nature. Sitz von Redaktion und Verlag ist Neu-Isenburg.

## Themen
Die Ärztezeitung richtet sich überwiegend an Allgemeinärzte, Praktiker und Internisten und berichtet insbesondere über Gesundheitspolitik und Medizin. Darüber hinaus erscheint ein Wirtschaftsteil mit Informationen und praktischen Ratschlägen für Ärzte, etwa zur Praxisorganisation.
Regelmäßige Beilagen sind das Wissenschaftsmagazin Forschung und Praxis und das Computermagazin Arzt Online.
Die Redaktion der Ärztezeitung erstellt auch jährlich die offizielle tägliche Messezeitung während der Düsseldorfer Medizinmesse MEDICA.

## Geschichte
Die erste Ausgabe erschien am 1. Oktober 1982 im Verlag der IMP Kommunikationsgesellschaft (Gelbe Liste). 1989 wurde die Ärztezeitung an die Bertelsmann AG verkauft, seit 2004 gehört sie zur Verlagsgruppe Springer Science+Business Media (vormals Bertelsmann-Springer), die 2015 in der Verlagsgruppe Springer Nature aufging.
1990–1996 gab es eine spezielle Ausgabe für die neuen Bundesländer. Ihr heutiges Layout erhielt die Zeitung 2001.
Für ihre Beiträge zur Hochwasserkatastrophe im Sommer 2002 und zur Einführung des Euro wurde die Zeitung jeweils mit einem European Newspaper Award ausgezeichnet. 